# Людина, яка сумнівається
«Людина, яка сумнівається» — радянський художній фільм режисера Леоніда Аграновича, знятий в 1963 році.

## Сюжет
У маленькому сибірському містечку 20-річного хлопця Бориса Дуленка (Олег Даль) звинуватили в згвалтуванні і вбивстві його коханої дівчини, десятикласниці Тані Курилової. Суд вимагає самого суворого покарання, але юнак не визнає свою провину. Після касаційної скарги адвоката Верховний Суд СРСР повернув справу для нового розслідування. З Москви приїздить слідчий прокуратури Лєкарєв. Шляхом тривалих і складних пошуків Лєкарєву вдається встановити непричетність до вбивства засудженого і знайти справжніх вбивць…

## У ролях
- Георгій Куликов — Михайло Артемович Лєкарєв
- Олег Даль — Борис Іванович Дуленко
- Геннадій Фролов — Ілля Степанович Селіванов
- Іветта Кисельова — Євгенія Дуленко, мати Бориса
- Дмитро Масанов — Шомполов, адвокат
- Федір Корчагін — Шпартюк, слідчий
- Юрій Волков — Іван Дуленко, батько Бориса
- Борис Кордунов — слідчий
- Євген Тетерін — Петров, адвокат
- Валентина Тализіна — Інна, слідчий-практикант
- Георгій Склянський — Льова, слідчий-практикант
- Федір Чеханков — Ігор, слідчий-практикант
- Лариса Віккел — Таня Курилова
- Ніна Меньшикова — мати Тані
- Микола Прокопович — Коритін
- Геннадій Юхтін — Никифоров
- Віра Алтайська — завідувачка чайної
- Валентина Ананьїна — мати Вовочки, жінка з 19-го кілометра
- Павло Винник — покупець годинника
- Олександр Пелевін — нетверезий перехожий
- Микола Провоторов — прокурор
- Віктор Колпаков — свідок (немає в титрах)
- Михайло Кокшенов — свідок (немає в титрах)
- Анна Заржицька — свідок (немає в титрах)
- Олександр Лебедєв — Андрюша, сусід (немає в титрах)
- Любов Соколова — жінка на суді (немає в титрах)
- Ніна Крачковська — однокласниця Тані (немає в титрах)
- Олександр Лук'янов — спортсмен (немає в титрах)
- Геннадій Корольков — спортсмен, приятель Бориса (немає в титрах)

## Знімальна група
- Режисери — Леонід Агранович, Володимир Семаков
- Сценарист — Леонід Агранович
- Оператор — Юрій Зубов
- Композитор — Михайло Зів
- Художник — Євген Черняєв